# 黑曲霉
黑曲霉（学名：Aspergillus niger）是属于散囊菌目曲菌科曲霉属的一种真菌，可生长在土壤、粮食、药材、虫体、枯枝落叶、动物粪便、地下电缆麻、猕猴桃汁、霉腐物及各种材料的基物上。该种分布于中国、美国等地。
其种加词“niger”意为“黑色的”。

## 工业用途
黑曲霉被培养用于许多物质的工业化生产。黑曲霉能够发酵生产柠檬酸(E330) 及其他用于食品工业的有机酸，因此有很重要的经济意义。黑曲霉的各种菌株中被用于工业制备的柠檬酸（E330）和葡萄糖酸（E574），并已被世界卫生组织评定为可接受的每日摄入量。黑曲霉发酵是由美国食品和药物管理局根据"联邦食品、药品和化妆品法案"认为是“一般认为安全”（GRAS）的。